# Malickyella lobophoralis
Malickyella lobophoralis is een vlinder van de familie van de grasmotten (Crambidae), uit de onderfamilie van de Spilomelinae. De wetenschappelijke naam van deze soort is voor het eerst voorgesteld als Ambia lobophoralis door George Francis Hampson in een publicatie uit 1896.
De soort komt voor in India (Sikkim, Nagaland).